# 梅沢直充
梅沢 直充（うめざわ なおみつ、1975年10月12日 - ）は、大学野球、社会人野球、プロ野球マネジャー。シダックス と東北楽天ゴールデンイーグルスでは野村克也監督の専属マネジャーを務めた。現在、シダックス株式会社・志太勤最高顧問秘書。一般財団法人日本中学生野球連盟 理事兼事務局長。一般財団法人全日本野球協会 国際事業委員会 ラバーボール普及検討部会委員。

## 経歴
東京都中野区出身。父は法政大学-大和証券で内野手、東京六大学野球連盟で審判員と公式記録員を務めた梅沢一夫。
攻玉社高では外野手。日本大学に進学し硬式野球部に入部。同級生に清水直行や第75回全国高等学校野球選手権大会で優勝した育英高の西内宏らがいて、レベルの高さに「このままでは4年間球拾いか草むしりで終わるだろう。何か別の形で彼らに貢献できることはないか」と考え、入部後すぐにマネジャーの道に進んだ。
在学中は和泉貴樹、鈴木博識両監督に仕え、合宿所の食事の質を変えたり、加藤康介のスカウトに成功するなどし、その結果4年次に1997年東都大学野球秋季二部リーグ戦優勝、東洋大学との一部・二部入れ替え戦の勝利に貢献した。
1998年 シダックスに入社、野球部でマネジャー。1999年は社業に就き、2000年のシーズンからマネジャーに復帰。
2001年 シダックス野球部は社会人野球の二大大会である都市対抗、日本選手権ともに出場を逃した。2002年2月、シダックス・志太勤会長が昨シーズンにプロ野球・阪神タイガースの監督を妻・野村沙知代の脱税事件で辞任した野村克也を特別コーチとして招聘したが、その年も両大会への出場が叶わず、チーム存続の危機の中、11月に野村が正式にGM兼監督に就任したと同時に専属マネジャーとなった。
2006年 野村が東北楽天ゴールデンイーグルスの監督に就任、シダックスのチームマネジャーを続けるも同年に廃部。
2007年 野村からの要望により東北楽天ゴールデンイーグルスの一軍サブマネジャー兼監督付を務めた。

## エピソード
- 『野村ノート』(小学館)や『野村克也野球論集成』(徳間書店)の原版である「ノムラの考え」をシダックス時代に編集、2004年に完成させた。東京ヤクルトスワローズ、阪神タイガース監督時代に選手に配布していた門外不出のノートに、野村が後から手を加えた200数十ページに及ぶ原稿をパソコンに入力し、一冊のぶ厚いファイルにまとめた。